# داود عفيشات
داوود عفيشات فنان وممثل ومدبلج ومعلق صوتي ومخرج أردني . له العديد من المشاركات سواء في التمثيل أو الإخراج أو حتى الدوبلاج.

## من أعماله

### المسلسلات
- نوف
- الوعد ( ملحمة الحب والرحيل )
- دموع القمر
- مخاوي الذيب
- جمر الغضا (بدوي)
- رأس غليص (الجزء الأول)
- عودة متعب (بدوي)
- زمن ماجد
- راعي الخير
- لقمة العيش
- راعي الجود
- السيف والوصية
- العقاب والصقر (بدوي)
- أخو شامة
- سماح
- الوهم والحقيقة

### الدوبلاج
- الفواكه
- جوهرة القصر

### الإخراج
- الحلم المر

## روابط خارجية
- داود عفيشات على موقع قاعدة بيانات الأفلام العربية